# Trairi
Trairi es un municipio del estado brasileño del Ceará. 
Se encuentra en el centro-norte del Estado del Ceará, localizándose entre los meridianos 39°31′37″ y 39°9′2″ de longitud al oeste de Greenwich y los paralelos 3°10′10″ y 3°35′57″ de latitud sur. Ocupa un área de aproximadamente 924,56 km², que corresponde al 0,62% del territorio del Estado. Se encuentra en la Microrregión de Itapipoca, según el IBGE, que dividió el estado en 33 Microrregiones Geográficas. De acuerdo con División Político-Administrativa del Estado del Ceará, que estableció 20 Áreas Administrativas, se encuentra en la Región 2 que tiene como sede el municipio de Itapipoca. La división territorial del municipio está compuesta por 05 distritos: la Sede, el distrito de Mundaú, el distrito de Canaã,el distrito de Guajiru y el distrito de Gualdrapas.

## Demografía
Tiene una población de 50.788 habitantes.